# Daria
Daria – imię pochodzące najprawdopodobniej z języka perskiego, gdzie podobnie jak jego męski odpowiednik Dariusz, oznacza „tę, która zachowuje” lub „ta, która dzierży dobro” (na zasadzie porównania z perskim daraya, czyli „posiadać”).
Popularne głównie w Rosji i Ukrainie. W Polsce, według danych rejestru PESEL ze stycznia 2024 roku, imię Daria nosi 87 225 osób.
Wśród imion nadawanych w Polsce nowo narodzonym dzieciom, Daria w 2009 r. zajmowała 36. miejsce w grupie imion żeńskich, a w 2019 – 75. miejsce.
Daria imieniny obchodzi 17 czerwca, w dniu wspomnienia św. Darii z Venafro (†303), wspominanej razem ze św. Nikandrem i Marcjanem, oraz 25 października, w dniu wspomnienia św. Darii z Rzymu (†283).

## Znane osoby o imieniu Daria
- św. Daria (†283) – męczennica wczesnochrześcijańska, wspominana wraz ze św. Chryzantem, patronka sędziów
- Daria Antończyk – polska piłkarka grająca na pozycji bramkarki, dawniej bokserka
- Daryna Apanaszczenko – ukraińska piłkarka
- Darja Diejewa – rosyjska pływaczka
- Darja Djaczenko – radziecka partyzantka
- Darja Domraczewa – białoruska biathlonistka
- Daria Doncowa – rosyjska pisarka
- Daria Gaiazova – kanadyjska biegaczka narciarska
- Daria Galant – polska powieściopisarka
- Daria Kasperska – polska piłkarka, grająca na pozycji bramkarki
- Darja Kliszyna – rosyjska lekkoatletka specjalizująca się w skoku w dal.
- Darja Kondakowa – rosyjska gimnastyczka artystyczna
- Daria Korczyńska – polska lekkoatletka

- Darja Kustawa – białoruska tenisistka
- Daria Marx Marcinkowska – polska piosenkarka
- Daria Michalak – polska piłkarka ręczna, grająca na pozycji lewoskrzydłowej, reprezentantka Polski
- Daria Nałęcz – polska historyk (dr hab.), wiceminister nauki i szkolnictwa wyższego, b. naczelny dyrektor Archiwów Państwowych
- Daria Pikulik – polska kolarka torowa i szosowa
- Darja Piszczalnikowa – rosyjska dyskobolka
- Daria Piżankowa – ukraińska lekkoatletka specjalizująca się w biegach sprinterskich
- Daria Pogorzelec – polska judoczka
- Daria Przybylak – polska siatkarka, dawniej pod panieńskim nazwiskiem Paszek
- Daria Przybyła – polska siatkarka
- Daria Ryczek-Zając (Daria ze Śląska) – polska piosenkarka
- Darja Safonowa – rosyjska lekkoatletka, specjalizująca się w biegu na 400 m
- Daria Saville – rosyjska tenisistka

- Daria Trafankowska (1954–2004) – polska aktorka i prowadząca teleturniej Szalone liczby
- Daria Tymann – polska judoczka
- Daria Werbowy – kanadyjska modelka pochodzenia polsko-ukraińskiego
- Daria Widawska – polska aktorka
- Daria Zawiałow – polska piosenkarka i autorka tekstów
- Odarka Kostiukewycz – ukraińska kobieta odznaczona tytułem Sprawiedliwa wśród Narodów Świata.